# Karlovice (Moravia-Slesia)
Karlovice (in tedesco Karlsthal) è un comune della Repubblica Ceca facente parte del distretto di Bruntál, nella regione della Moravia-Slesia.